# Nyctemera intercisa
Nyctemera intercisa är en fjärilsart som beskrevs av Walker 1864. Nyctemera intercisa ingår i släktet Nyctemera och familjen björnspinnare. Inga underarter finns listade i Catalogue of Life.